# Iasmos
Iasmos (griechisch Ίασμος (m. sg.)) ist seit 2011 eine Gemeinde in der nordostgriechischen Region Ostmakedonien und Thrakien. Die Gemeinde ist in drei Gemeindebezirke unterteilt. Verwaltungssitz ist die gleichnamige Kleinstadt Iasmos.

## Lage
Die Gemeinde Iasmos erstreckt sich im Zentrum der Region Ostmakedonien und Thrakien über 487,198 km² zwischen Bulgarien im Norden und dem Vistonida-See im Süden. Angrenzende Gemeinden sind im Osten Komotini sowie im Westen Myki, Xanthi und Avdira.

## Verwaltungsgliederung
Die Gemeinde wurde nach der Verwaltungsreform 2010 aus dem Zusammenschluss der ehemaligen Gemeinden Iasmos und Sostis sowie der Landgemeinde Amaxades gebildet. Verwaltungssitz der Gemeinde ist die Stadt Iasmos. Die ehemaligen Gemeinden bilden seither Gemeindebezirke. Die Gemeinde ist weiter in einen Stadtbezirk und 10 Ortsgemeinschaften untergliedert.
| Gemeindebezirk | griechischer Name         | Code   | Fläche (km²) | Einwohner 2011 | Stadtbezirke / Ortsgemeinschaften (Δημοτική / Τοπική Κοινότητα) | Lage |
| -------------- | ------------------------- | ------ | ------------ | -------------- | --------------------------------------------------------------- | ---- |
| Amaxades       | Δημοτική Ενότητα Αμαξάδων | 010302 | 034,655      | 1.773          | Amaxades                                                        |      |
| Iasmos         | Δημοτική Ενότητα Ιάσμου   | 010301 | 222,488      | 5.703          | Iasmos, Amvrosia, Salpi                                         |      |
| Sostis         | Δημοτική Ενότητα Σώστου   | 010303 | 230,055      | 6.334          | Asomati, Kerasea, Linos, Mega Pisto, Mischos, Polyantho, Sostis |      |
| Gesamt         | Gesamt                    | 0102   | 487,198      | 13.810         |                                                                 |      |

## Verkehr
Durch das Gemeindegebiet verlaufen in West-Ost-Richtung mit der Autobahn 2 und die Bahnstrecke Thessaloniki–Alexandroupoli, die beiden bedeutendsten Verkehrswege Nordgriechenlands.